# Kyle Richards
Kyle Richards (ur. 11 stycznia 1969) – amerykańska aktorka, celebrytka i filantropka.

## Życiorys
Karierę rozpoczęła w wieku pięciu lat, gościnną rolą w serialu Sierżant Anderson. Do roku 1989 wystąpiła w blisko trzydziestu filmach i serialach telewizyjnych, w tym między innymi w horrorach Halloween i Zjedzeni żywcem oraz serialu familijnym Domek na prerii, po czym zniknęła z ekranów. Do aktorstwa powróciła w 1998 roku, głównie gościnnymi występami w popularnych serialach telewizyjnych.
W roku 2011 wydała książkę ze wspomnieniami, zatytułowaną Life Is Not a Reality Show: Keeping It Real with the Housewife Who Does It All.
Wraz z mężem ofiarowali kwotę ponad 1 miliona dolarów na szpital dziecięcy w Los Angeles oraz założyli wspierającą go fundację.
Prywatnie, siostra aktorek Kim Richards i Kathy Hilton; ciotka celebrytek Nicky i Paris Hilton.